# Playa (Añasco)
Playa es un barrio ubicado en el municipio de Añasco en el estado libre asociado de Puerto Rico. En el Censo de 2010 tenía una población de 1498 habitantes y una densidad poblacional de 476,03 personas por km².

## Geografía
Playa se encuentra ubicado en las coordenadas 18°17′6″N 67°11′28″O / 18.28500, -67.19111. Según la Oficina del Censo de los Estados Unidos, Playa tiene una superficie total de 3.15 km², de la cual 1.84 km² corresponden a tierra firme y (41.65%) 1.31 km² es agua.

## Demografía
Según el censo de 2010, había 1498 personas residiendo en Playa. La densidad de población era de 476,03 hab./km². De los 1498 habitantes, Playa estaba compuesto por el 74.63% blancos, el 12.08% eran afroamericanos, el 9.41% eran de otras razas y el 3.87% pertenecían a dos o más razas. Del total de la población el 99.6% eran hispanos o latinos de cualquier raza.